# Александру Голбан
Александру Голбан (рум. Alexandru Golban; 28 лютого 1979, Кишинів, СРСР) — молдавський футболіст, нападник збірної Молдови.

## Кар'єра

### Клубна
Голбан — один з гравців, які вважаються символом «Дачії» з Кишинева.
На початку 2004 року Александру перейшов у львівські «Карпати». 22 травня 2004 року у зустрічі проти донецького «Шахтаря» дебютував у складі «левів». Всього він у складі «зелено-білих» забив 7 голів у 46 матчах чемпіонату України.
Згодом грав у німецькому «Айнтрахті» і румунському «Чахлеулі». 
У 2008 році був куплений костанайським «Тоболом». У першому ж сезоні став кращим бомбардиром. Після Казахстану поїхав в Азербайджан. Виступав в «Сімургу».
Влітку 2010 року підписав контракт з клубом «Мілсамі» в якому відіграв 2 роки. У 2012 році перейшов в «Веріс» але так і не провів за клуб жодної гри. Потім відіграв 4 матчі за «Сперанцу» (Кріхана Веке) і завершив кар'єру гравця.

### У збірній
За національну збірну Молдови зіграв 15 матчів, забив 4 голи.

## Досягнення
- Віце-чемпіон Казахстану: 2008
- Кращий бомбардир чемпіонату Казахстану: 2008
- Півфіналіст Кубка Казахстану: 2008

Кращий нападник Молдови-2003

## Особисте життя
Дружину звуть Інгою. Двоє дітей: Олександр і Данило.